# Ристо Калчевски
Ристо Калчевски (на македонска литературна норма: Ристо Калчевски) е виден художник от Социалистическа република Македония.

## Биография
Роден е в 1933 година в Прилеп, тогава в Югославия. Завършва Академията за художествени изкуства в Любляна в 1957 година. Става член на артистичния кръг „Мугри“. Автор е на множество самостоятелни и колективни изложби в страната и чужбина. Калчевски е сред доайените на Дружеството на художниците на Македония в Скопие. Спада към абстракционистите. Голяма част от ранните му творби са градски фрагментирани пейзажи. Става професор във Факултета за художествени изкуства в Скопския университет.
В 1969 година е отличен с Държавната награда „Единадесети октомври“. В 1982 година му е връчена наградата „Нерешки майстори“.
Умира в Скопие в 1989 година.